# Tonyrefail
Tonyrefail es una localidad situada en el condado de Rhondda Cynon Taff, en Gales (Reino Unido), con una población estimada a mediados de 2016 de 9490 habitantes.
Se encuentra ubicada al sur de Gales, a poca distancia al noroeste de Cardiff y del canal de Bristol.